# Polymixis intermedia
Polymixis intermedia är en fjärilsart som beskrevs av Hartig 1924. Polymixis intermedia ingår i släktet Polymixis och familjen nattflyn. Inga underarter finns listade i Catalogue of Life.